# 1334
1334 (MCCCXXXIV) var ett normalår som började en lördag i den julianska kalendern.

## Händelser

### Augusti
- 22 augusti – Det äldsta i svenska Riksarkivet bevarade brevet på svenska (ett morgongåvebrev) är daterat detta datum och författat på sätesgården Vik i Balingsta socken utanför Enköping.

### December
- 20 december – Sedan Johannes XXII har avlidit den 4 december väljs Jacques Fournier till påve och tar namnet Benedictus XII.

### Okänt datum
- I Finland skall skattegods, som övergått i frälsets händer, fortfarande beskattas av kronan. Denna lag tillkommer för att öka statsintäkterna.

## Födda
- 13 januari – Henrik II av Kastilien, kung av Kastilien.
- 13 augusti – Peter I av Kastilien, kung av Kastilien.

## Avlidna
- 16 maj – Karl Eriksen, dansk ärkebiskop sedan 1325.
- 4 december – Johannes XXII, född Jacques Duèse, påve sedan 1316.